# 江倩齡
江倩龄（英文：Emily Kong，1990年8月7日—2019年3月9日），已故馬來西亞知名女艺人。生前的她凭借其清新脱俗的形象气质和扎实的专业功底，受到了圈内外的认可及广泛关注，成为最具潜力的新生代女演员之一。电影《爱存在》是她首部主演作品，与香港著名资深演员廖启智演对手戏，开始了她的演艺生涯。 2016年，她凭这部电影《爱存在》入围了金蝶奖最佳女新人奖。她参与多部电影和电视剧作品，包括《后备空姐》、《原生之罪》、《扮熟少女》、《复仇密码》等。同时，她也拥有一把悦耳的歌声，早前也推出多张个人专辑。2018年，她与朱俊丞、卢宣彤一起出演大马与台湾合作的电影《天使曾经来过》翻唱陈升的《不再让你孤单》，歌声更大获好评，因此也受邀录制中国综艺节目《中国好声音》海选。2019年3月9日，江倩龄因撞树车祸不治身亡，《天使曾经来过》已经成了她演艺生涯中最后一部作品。

## 简介

### 事业发展
江倩龄在偶然一天的教会舞台演出被马来西亚著名音乐人汤小康发掘，成为“五音不全”组合一员，正式踏入乐团发展。刚出道的她曾参与由汤小康领军本地歌手灌入的福音专辑《爱就是力量》。2012年，主演由汤小康执导的电影《爱存在》，与香港著名资深演员廖启智演对手戏，开始了她的演艺生涯。2016年，她凭《爱存在》入围金蝶奖最佳女新人奖。 同時，她藉此作品的表現，獲得许多導演们的青睞，得以機會出演多部电影和电视剧作品，包括《后备空姐》、《扮熟少女》、《原生之罪》、《心门》等。
2015年，她与马来西亚著名演员庄可比、朱俊丞和谢松汎等人领衔主演马来西亚中文电视剧《复仇密码》，电视剧的主题曲《温柔背后》也由江倩龄演唱。 
2018年，她与朱俊丞、卢宣彤一起出演大马与台湾合作的电影《天使曾经来过》翻唱陈升的《不再让你孤单》，歌声更大获好评，因此也受邀录制中国综艺节目《中国好声音》海选。

### 逝世
2019年3月9日凌晨，江倩玲驾车时不幸发生意外，所驾驶车辆撞树，本人头部重创，享年29岁。 江倩玲生前曾录制单曲《属于你的歌》原本计划在2019年中推出面市，其所属公司“6号星光”将她生前工作的身影剪辑成MV，为她留下最美的纪念。

## 影视作品

### 电影
| 上映年份 | 片名         | 角色     | 导演                 | 合作演员                                            | 備註 |
| 2015     | 爱存在       | 女儿     | 汤小康               | 廖启智、林心如、汤小康                              |      |
| 2015     | 后备空姐     | 客串     | 管晓杰               | 赵奕欢、刘宇珽、文卓、秦汉擂、邹杨                  |      |
| 2016     | 扮熟少女     | 王一菊   | 陈庆祥、陈立谦、赵宇 | 敖犬、朱俊丞、可晴、黄灿灿、南笙、黄诗棋            |      |
| 2018     | 软蕉族       | Stepheni | 陈伟昌               | 朱俊丞、Juwei张琪玮、曾文伟、连丽婷、吕爱琼、蔡卓宜 |      |
| 2018     | 天使曾经来过 | 单亲妈妈 | 李建兴、八木晃       | 朱俊丞、何佩瑜、许维恩、卢宣彤                      |      |

### 电视剧
| 首播年份 | 劇名     | 角色           | 主要演员                               | 播放平台 |
| 2012     | 飞跃阳光 | 客串           | 辛伟廉、罗忆诗、黄启铭                 | ntv7     |
| 2013     | 浴女图   | 客串           | 巫恩仪、郑子娟、李美玲、雅慧           | ntv7     |
| 2014     | 阿爸     | 客串           | 温绍平、罗忆诗、林奕廷、巫恩仪         | ntv7     |
| 2015     | 复仇密码 | 赵艺           | 庄可比、朱俊丞、谢松汎                 | TV2      |
| 2017     | 心门     | 客串           | 李洺中、吴天瑜、黃浩然、蔡佩璇、林奕廷 | ntv7     |
| 2018     | 原生之罪 | 莉莉（案件一） | 翟天临、尹正、白冰、颜卓灵、李若宁     | 爱奇艺   |

## 音乐作品
- 2010 - 爱就是力量
- 2010 - I Can Fly (EP)
- 2012 - 五音不全
- 2015 - 温柔背后
- 2015 - 可不可以
- 2016 - 用马来西亚的天气来说爱你
- 2019 - 属于你的歌

## 外部連結
- 江倩龄的Facebook專頁
- 江倩龄的Instagram帳戶